# Alstroemeria glaucandra
Alstroemeria glaucandra är en alströmeriaväxtart som beskrevs av Pierfelice Ravenna. Alstroemeria glaucandra ingår i släktet alströmerior, och familjen alströmeriaväxter. Inga underarter finns listade i Catalogue of Life.